# Saladas (Corrientes)
Saladas est une ville de la province de Corrientes, en Argentine, et le chef-lieu du département homonyme. Elle est située à 87 km au sud de Corrientes. Sa population s'élevait à 18 349 habitants en 2001.